# Tanque Grande
Tanque Grande är en ort i Mexiko.   Den ligger i kommunen Mexquitic de Carmona och delstaten San Luis Potosí, i den centrala delen av landet, 400 km nordväst om huvudstaden Mexico City. Tanque Grande ligger 1 848 meter över havet och antalet invånare är 274.
Terrängen runt Tanque Grande är huvudsakligen platt, men västerut är den kuperad. Runt Tanque Grande är det tätbefolkat, med 570 invånare per kvadratkilometer. Närmaste större samhälle är San Luis Potosí, 18,7 km söder om Tanque Grande. Omgivningarna runt Tanque Grande är i huvudsak ett öppet busklandskap.